# Beni Sela
Beni Sela (hebrejsky בני סלע‎; narozen 1971 v Tel Avivu, Izrael) je izraelský sériový násilník.
Roku 1999 zatčen a o rok později usvědčen ze čtrnácti případů znásilnění a odsouzen k 35 letům vězení. Policie věřila, že byl Sela zodpovědný za nejméně 24 a možná až 34 znásilnění, sexuálních útoků a obtěžování v průběhu pěti let.
Selův případ vstoupil do učebnic sociálních služeb jako příklad těžkého zanedbání pěstounské péče během jeho dospívání. Vyrostl v telavivské čtvrti Šchunat ha-Tikva a už jako malý chlapec byl svědkem sebevraždy svého otce–alkoholika.
24. listopadu 2006 Sela uprchl, když byl převážen k soudnímu slyšení. Jeho útěk spustil celostátní pátrání, které zaměstnalo tisíce izraelských policistů. Nakonec byl dopaden 8. prosince 2006 blízko Naharije, dva týdny po jeho útěku.